# Maria z Nazaretu
Maria z Nazaretu (inaczej znana także jako Maryja, hebr. Miriam, aram. ‏ܡܪܝܡ‎ Mariam; stgr. Μαριάμ, Μαρία, Mariám, María; arab. ‏مريم‎ Marjam) (ur. przed 20 p.n.e. w Jerozolimie lub Seforis, zm. po 30 n.e. według tradycji w Efezie) – matka Jezusa Chrystusa, żona Józefa z Nazaretu, jedna z głównych osób w wierze wielu wyznań chrześcijańskich, znana także w innych religiach (np. w islamie, bahaizmie i kaodaizmie). Maria wymieniana jest w Modlitwie Eucharystycznej (Communicantes) Kanonu rzymskiego, a także w każdej pozostałej Modlitwie eucharystycznej.

## Życie Marii w Biblii i tradycji chrześcijańskiej

### Pochodzenie, dzieciństwo, rodzina

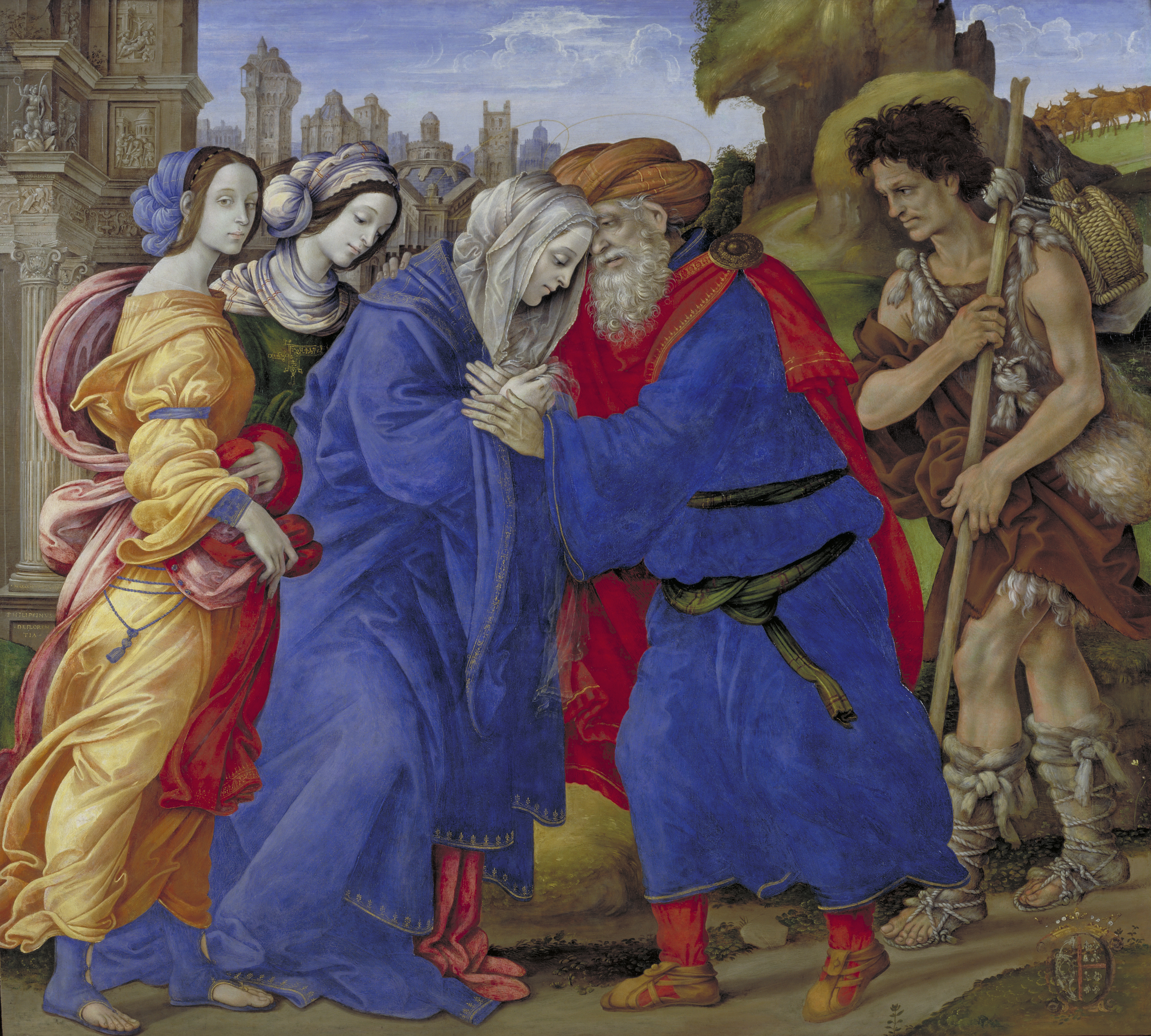
Rodzice Marii, św. Joachim i św. Anna spotykają się w Złotej Bramie – obraz Filippo Lippiego.

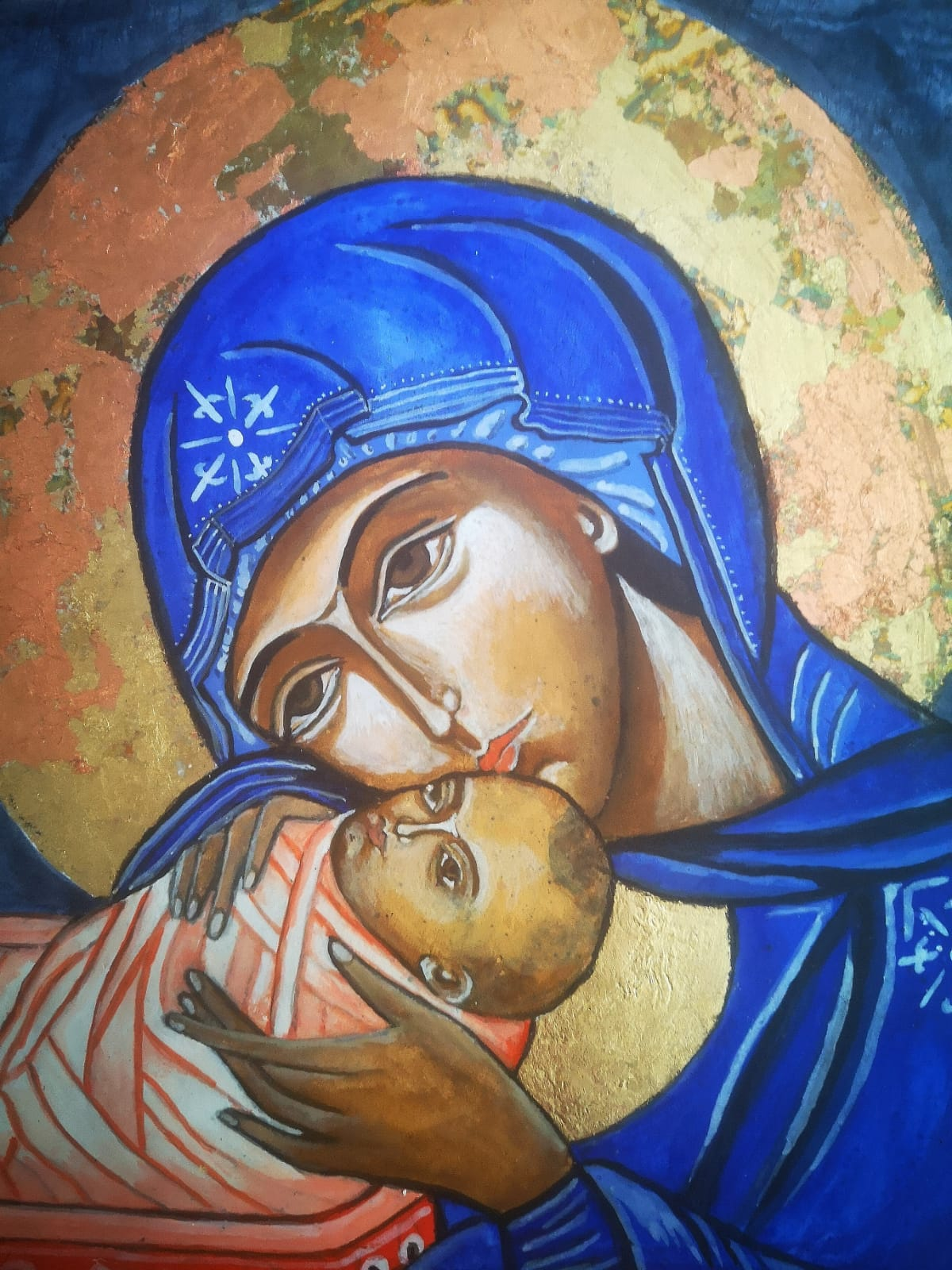
Maryja z dzieciątkiem – Ikona.

Biblia nie mówi jednoznacznie o przynależności Marii do któregokolwiek pokolenia Izraela. Komentarz w Biblii Tysiąclecia interpretuje Łk 1,32 i Rz 1,3 jako aluzję do pochodzenia z pokolenia Judy. Tradycję pochodzenia z tego właśnie pokolenia przekazują po raz pierwszy Justyn Męczennik i Ignacy Antiocheński.
Niektórzy bibliści chrześcijańscy do Marii odnoszą rodowód Jezusa podawany przez Ewangelię Łukasza, zgodnie z którym ojcem Józefa był Heli. Według takiej interpretacji, powstałej w czasach nowożytnych, rodowód ten traktuje Helego jako ojca Józefa, ponieważ kobiety nie mogły stanowić ogniwa rodowodu. Według innego poglądu, sięgającego czasów Juliusza Afrykańczyka (ok. 200 r.), oba rodowody odnoszą się bezpośrednio do Józefa,
a różnice wynikają z prawa lewiratu.
Ewangelista Łukasz odnotował także, iż Elżbieta, matka Jana Chrzciciela, była «krewną» (gr. syngenēs, συγγενής) Marii oraz że Elżbieta pochodziła z kapłańskiego rodu Aarona, z pokolenia Lewiego. Grzegorz z Nazjanzu, biorąc pod uwagę te informacje, uważał, iż również Maria pochodziła z rodu Aarona i pokolenia Lewiego. W ten sposób linie królewska i kapłańska połączyły się w osobie Jezusa Chrystusa. Tomasz z Akwinu uważał, iż ojciec Marii pochodził z pokolenia Judy, matka Marii z pokolenia Lewiego.
Informacje na temat dzieciństwa Marii znane są wyłącznie z przekazów pozabiblijnych, takich jak Protoewangelia Jakuba i trzynastowieczna Złota legenda. Według tych tekstów rodzicami Marii byli Joachim i Anna. Małżonkowie długo nie mogli doczekać się potomka. Przysięgli Panu, że jeżeli da im dziecko, oddadzą je na służbę Bogu. Pewnego dnia Annie ukazał się anioł, który oznajmił, że dziecko, które urodzi, będzie wielbione przez cały świat. Dziewięć miesięcy później na świat przyszła córka, której zgodnie z wolą anioła nadano imię Maria. W wieku trzech lat została ona oddana przez rodziców na wychowanie kapłanom i niewiastom usługującym w świątyni.
Anna, żona Joachima, miała być siostrą Elżbiety, matki Jana Chrzciciela, czyli zgodnie z tą tradycją Maria była siostrzenicą Elżbiety. Niektórzy uważają, że siostrą Marii była też Salome, żona Zebedeusza, której dwaj synowie, Jakub i Jan, byli uczniami Jezusa.

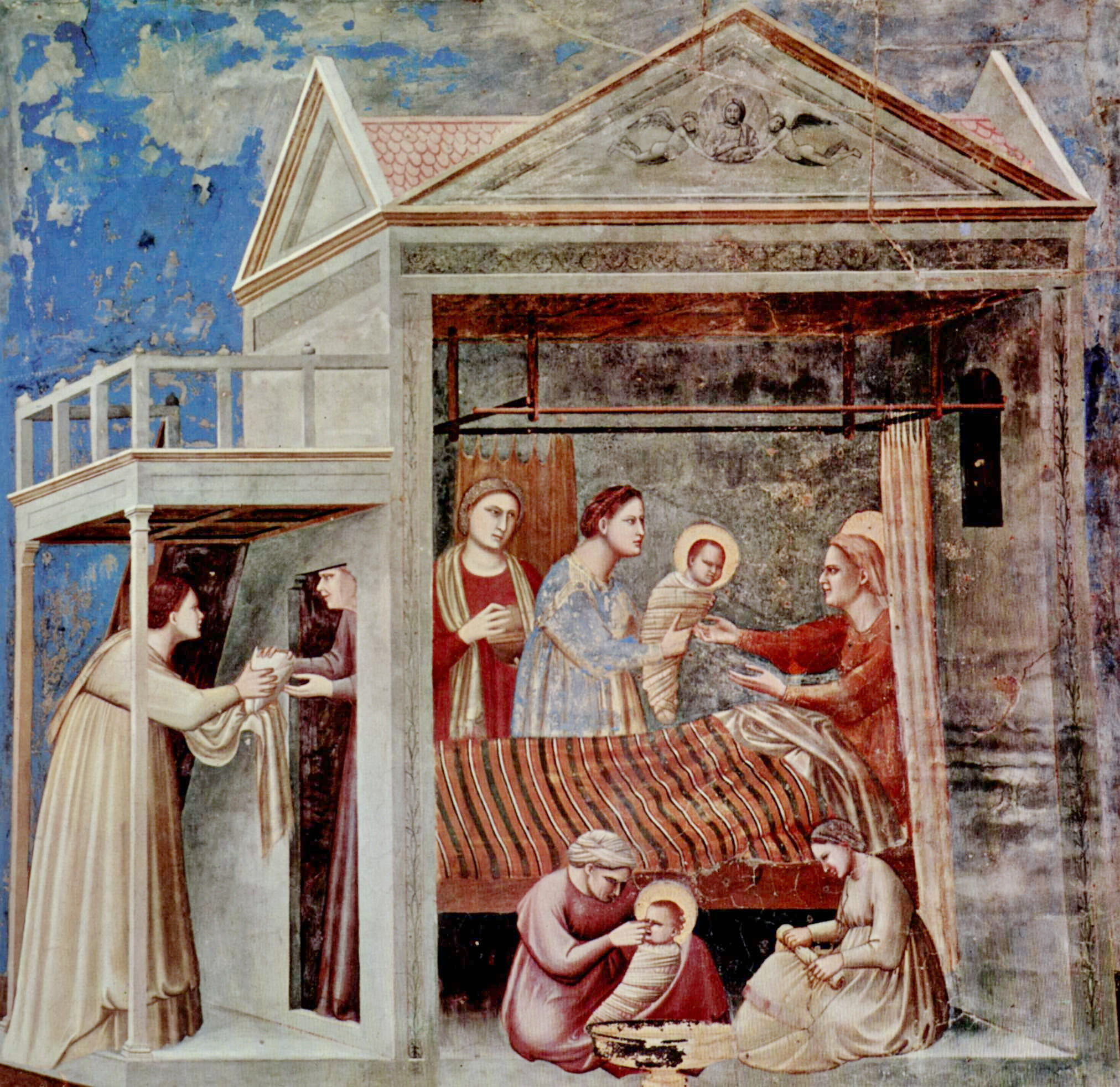
Giotto di Bondone, Narodziny Marii. Padwa, Kaplica Scrovegnich.

### Małżeństwo z Józefem
W Protoewangelii Jakuba i w Złotej legendzie znajduje się opis okoliczności zawarcia małżeństwa Marii i Józefa. Gdy Maria miała dwanaście lat, zgodnie z rozporządzeniem najwyższego kapłana miała wrócić do swej rodziny, aby wyjść za mąż. Nie zgodziła się jednak na opuszczenie świątyni, ponieważ składała śluby czystości i była przeznaczona do służby Panu. Nie wiedząc, co robić, kapłani zwrócili się o pomoc do Boga, który polecił zebrać wszystkich nieżonatych mężczyzn z rodu Dawida. Każdy z nich miał złożyć na ołtarzu gałązkę. Na jednej z nich miał spocząć Duch Święty w postaci gołębicy i właściciel tej gałązki miał zostać mężem Marii. Wkrótce okazało się, że na żadnej z gałązek nie spoczął Duch Święty. Wtedy okazało się, że jeden z mężczyzn nie złożył gałązki. Tym człowiekiem był Józef z Galilei. Kiedy i on położył gałązkę, przepowiednia się spełniła. Podczas gdy Józef przygotowywał dom do przybycia żony, Maria udała się do Nazaretu, gdzie objawił jej się Archanioł Gabriel.

### Narodziny Jezusa

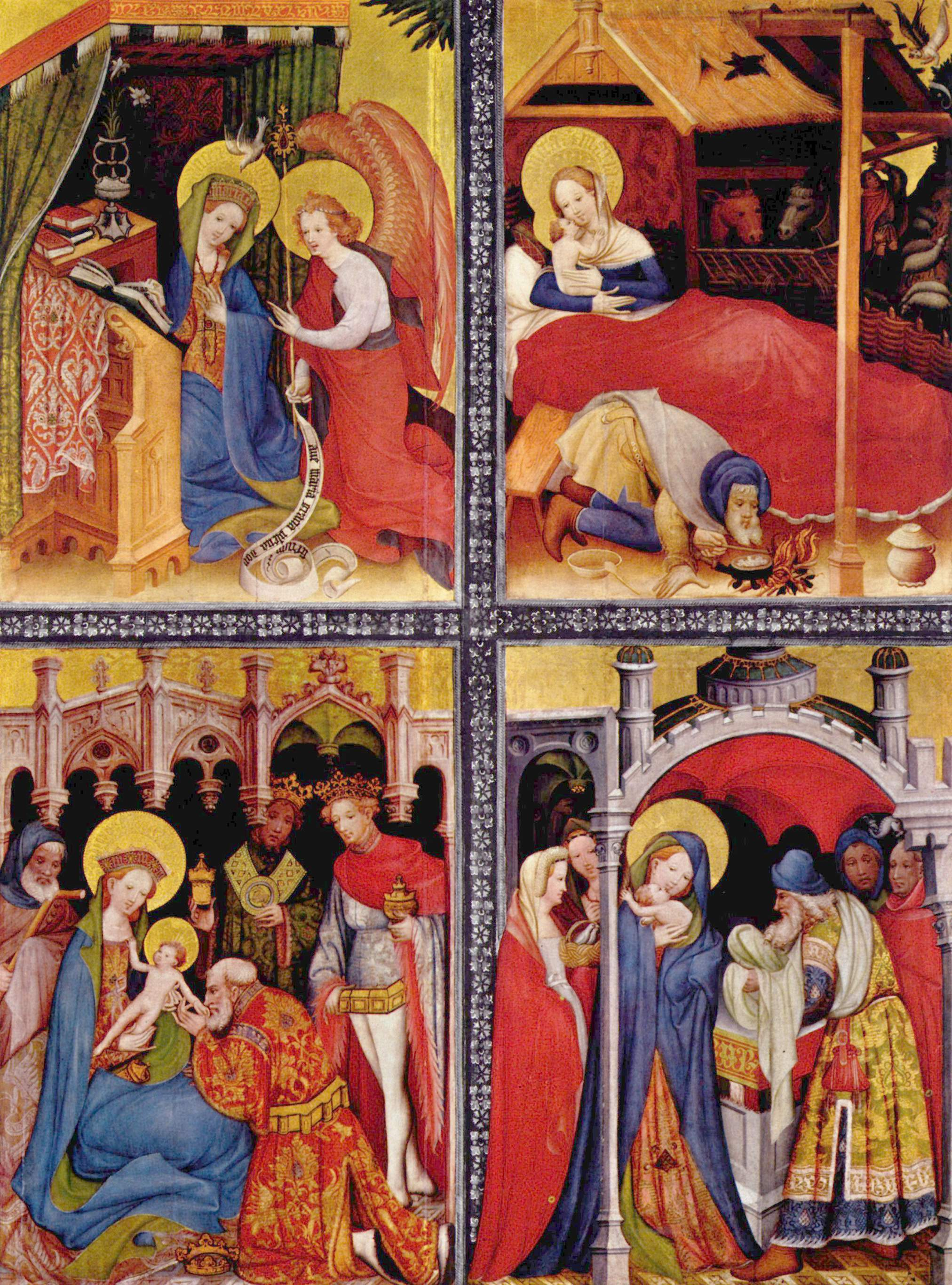
Konrad von Soest, Zwiastowanie, Boże Narodzenie, Pokłon Trzech Króli i Ofiarowanie Jezusa w świątyni – fragment ołtarza z Bad Wildungen.

Według Ewangelii Łukasza Maria mieszkała w galilejskim mieście Nazaret razem z poślubionym jej cieślą Józefem. Tam nastąpiło zwiastowanie (obwieszczenie przez archanioła Gabriela wieści o tym, że urodzi Jezusa) i poczęcie za sprawą Ducha Świętego (Łk 1,26-38). Wkrótce potem nawiedziła dom kapłana Zachariasza i jego żony, Elżbiety, rodziców Jana Chrzciciela. Podczas tych odwiedzin Elżbieta wygłosiła proroctwo o dziecku Marii. Maria miała w jej domu wypowiedzieć/zaśpiewać hymn (Magnificat).
Zgodnie z Ewangelią Mateusza, kiedy mąż Marii uświadomił sobie, że spodziewa się ona dziecka, zamierzał ją oddalić, ale za namową anioła nie uczynił tego (Mt 1,19-25). Narodziny Jezusa w Betlejem Łukasz Ewangelista tłumaczy koniecznością udania się Marii i Józefa na ogłoszony w całym państwie spis ludności. Tam Maria powiła Jezusa i położyła go w żłobie, a okoliczni pasterze, którym narodziny Mesjasza oznajmił anioł, mieli oddać im cześć. Później uczynili to również mędrcy ze Wschodu. Król Judei Herod, który od mędrców dowiedział się o narodzinach zapowiedzianego przez Pisma króla żydowskiego, w obawie przed utraceniem władzy wydał rozkaz, aby wymordować wszystkich chłopców do drugiego roku życia. Mord ten nazwano rzezią niewiniątek. Zagrożenie dla życia dziecka zmusiło świętą rodzinę do podróży do Egiptu. Wcześniej Maria, razem z Józefem, miała przedstawić Jezusa w świątyni, gdyż według Mojżeszowego Prawa każde pierworodne dziecko płci męskiej miało być poświęcone Jahwe.
Nowo narodzone dziecko otrzymało imię Jezus.

### W czasie działalności publicznej Jezusa

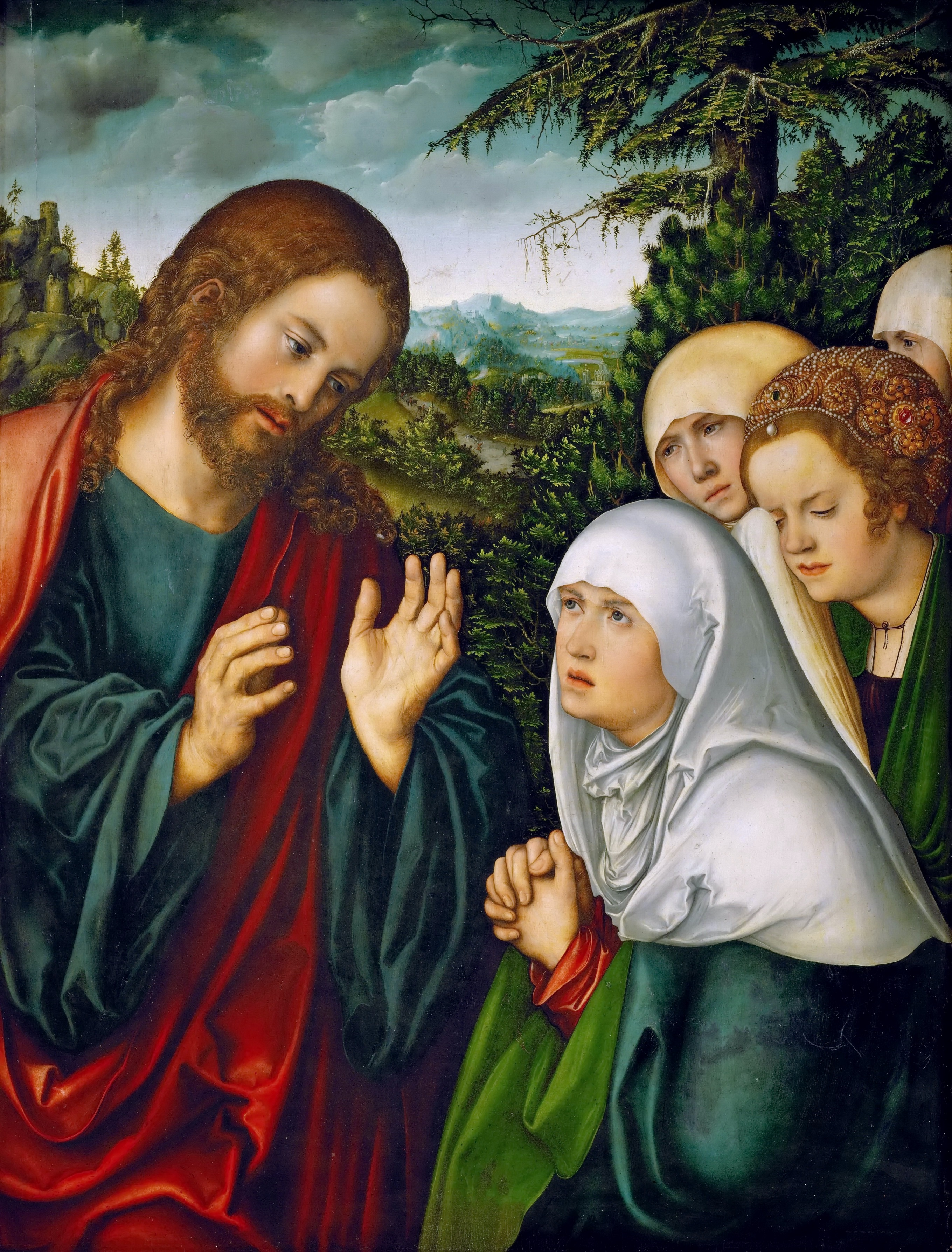
Jezus spotyka swoją matkę – obraz Lucasa Cranacha Starszego.

W przekazach biblijnych na temat publicznej działalności Jezusa, jak twierdzi J. Baldock, Maria nie pojawia się często. Według Konstytucji Lumen gentium 53 Soboru watykańskiego II Ewangelie ukazują ją jako tę, która poprzez miłość współdziałała w nowych narodzinach chrześcijan do życia przez wiarę, dzięki której stają się członkami /przynależącymi/ do Głowy-Chrystusa.
Wraz z synem uczestniczyła w weselu w Kanie Galilejskiej i była świadkiem pierwszego cudu Chrystusa (por. J 2, 1-12). Ewangelie przywołują słowa Jezusa, w których podkreśla on, że ważne są nie więzy krwi, macierzyństwo biologiczne Marii, lecz macierzyństwo duchowe i duchowa relacja braterska i siostrzana, wynikająca ze słuchania Słowa Bożego i wypełniania go (por. Mt 12,46-50; Mk 3,33-35; Łk 8,19-20). Maria stała pod krzyżem wraz z Marią Magdaleną, Marią Kleofasową oraz Janem. Tam w duchowym testamencie jej syn, ustanowił między nią a jego umiłowanym uczniem duchową relację macierzyńską, która zgodnie z wiarą Kościoła jest otwarta dla wszystkich uczniów Jezusa.
Po zmartwychwstaniu i wniebowstąpieniu Jezusa, Dzieje Apostolskie 1,12-15 sytuują ją wraz z apostołami i innymi bliskimi uczniami Jezusa, ok. 120 osób, w Wieczerniku w oczekiwaniu na Zesłanie Ducha Świętego. Ostatnie lata życia na ziemi, według tradycji, spędziła razem z Janem w Efezie. Zgodnie z tradycją Kościoła katolickiego, po śmierci została wraz z ciałem wzięta do nieba.

### Koniec życia ziemskiego

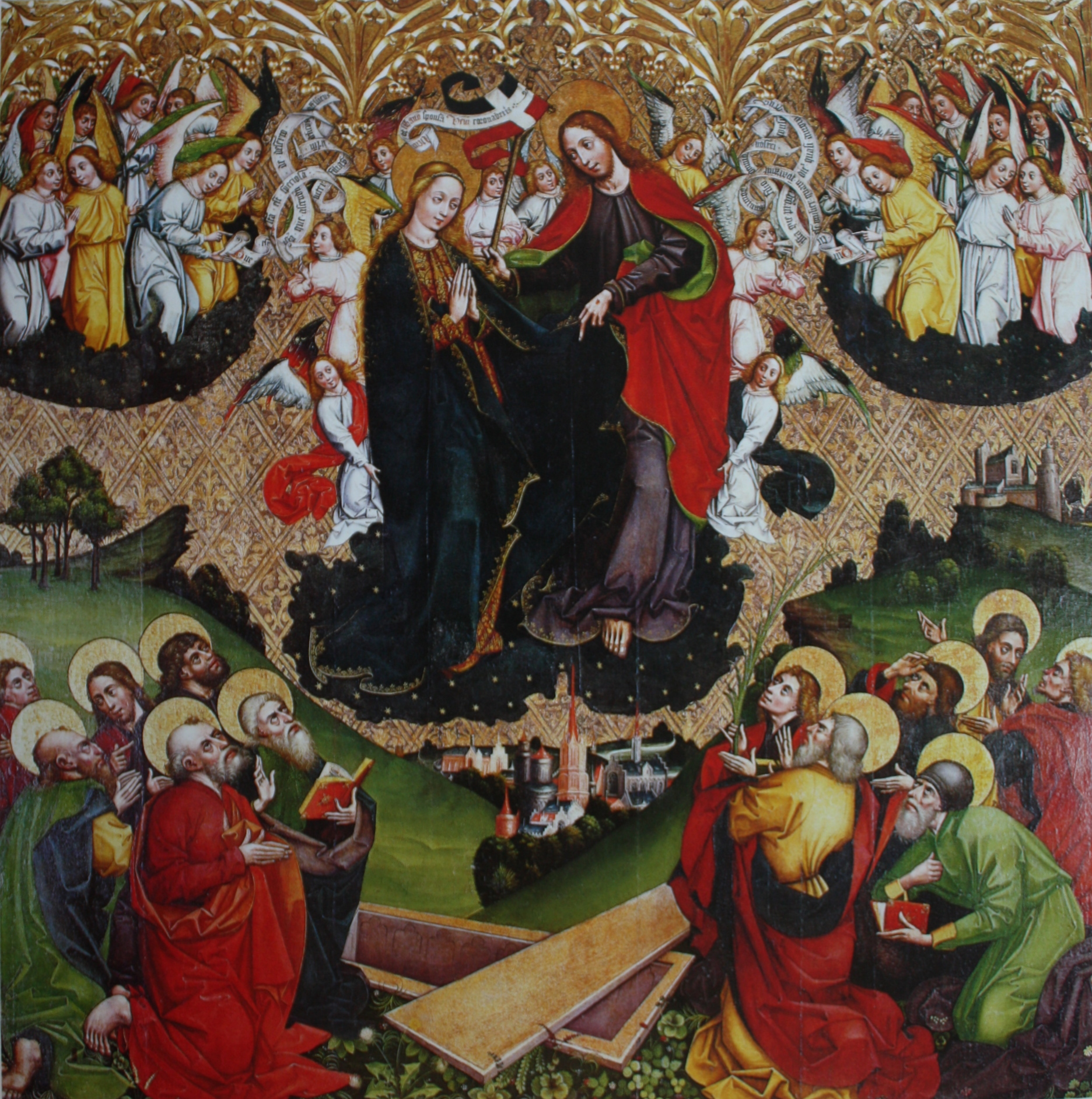
Jan Wielki, Wniebowzięcie Najświętszej Maryi Panny, ok. 1480, Katedra we Włocławku.

Informacje na temat końca życia ziemskiego Marii i jej zaśnięcia lub, według innej tradycji, wniebowzięcia pojawiają się w Złotej legendzie i zostały zaczerpnięte z apokryficznej księgi, której autorstwo przypisuje się Janowi Ewangeliście. Według tej legendy po wniebowstąpieniu Jezusa, Maria zamieszkała w domu w pobliżu góry Syjon, gdzie odwiedził ją anioł, trzymający w ręku gałązkę palmową. Maria otrzymała od posłańca z niebios wiadomość, że za trzy dni opuści ziemskie ciało. Chciała zostać pochowana przez apostołów. Wtedy anioł powiedział, że przybędą do niej w dniu śmierci. Gdy Maria siedziała z aniołem, jej dusza opuściła ciało i udała się wprost w ramiona syna. Jezus polecił apostołom pochować ciało matki w dolinie Cedron. Trzy dni później Jezus powrócił na ziemię i zapytał apostołów, jak może uczcić Marię. Wtedy oni zaproponowali Jezusowi, aby zabrał ciało matki do nieba, aby na wieki pozostało po jego prawicy. Archanioł Michał zszedł na ziemię i złączył ciało Marii z jej duszą. Maria wyszła z grobu i natychmiast została wzięta do nieba. Szaty Marii miały zostać w grobie na pociechę wiernym. Suknia przypisywana Marii stała się w późniejszych czasach relikwią w katedrze Notre Dame w Chartres.
Dogmat o wniebowzięciu Marii został ogłoszony w 1950 przez papieża Piusa XII. Nie jest uznawany przez protestantów. Cerkiew prawosławna wierzy w zaśnięcie Maryi, lecz nie dogmatyzuje tej nauki.

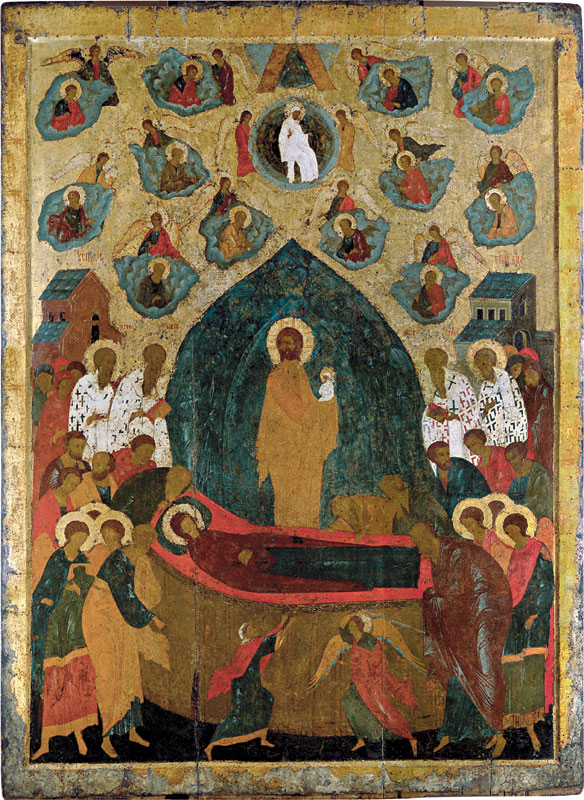
Ikona zaśnięcia Bogurodzicy. Jezus przyjmujący Marię do siebie. Trzyma na ręku duszę Marii, ukazaną symbolicznie w bieli, w postaci cielesnej wielkości dziecka. Powyżej Maria wśród aniołów i świętych. Mal. Dionizy (1450–1520), ze zbiorów Państwowego Muzeum Historii, Architektury i Sztuki w Wołogdzie w Rosji.

## W teologii Nowego Testamentu

### Jako nowa „Dziewica, córka Syjonu” (Iz 37,22)

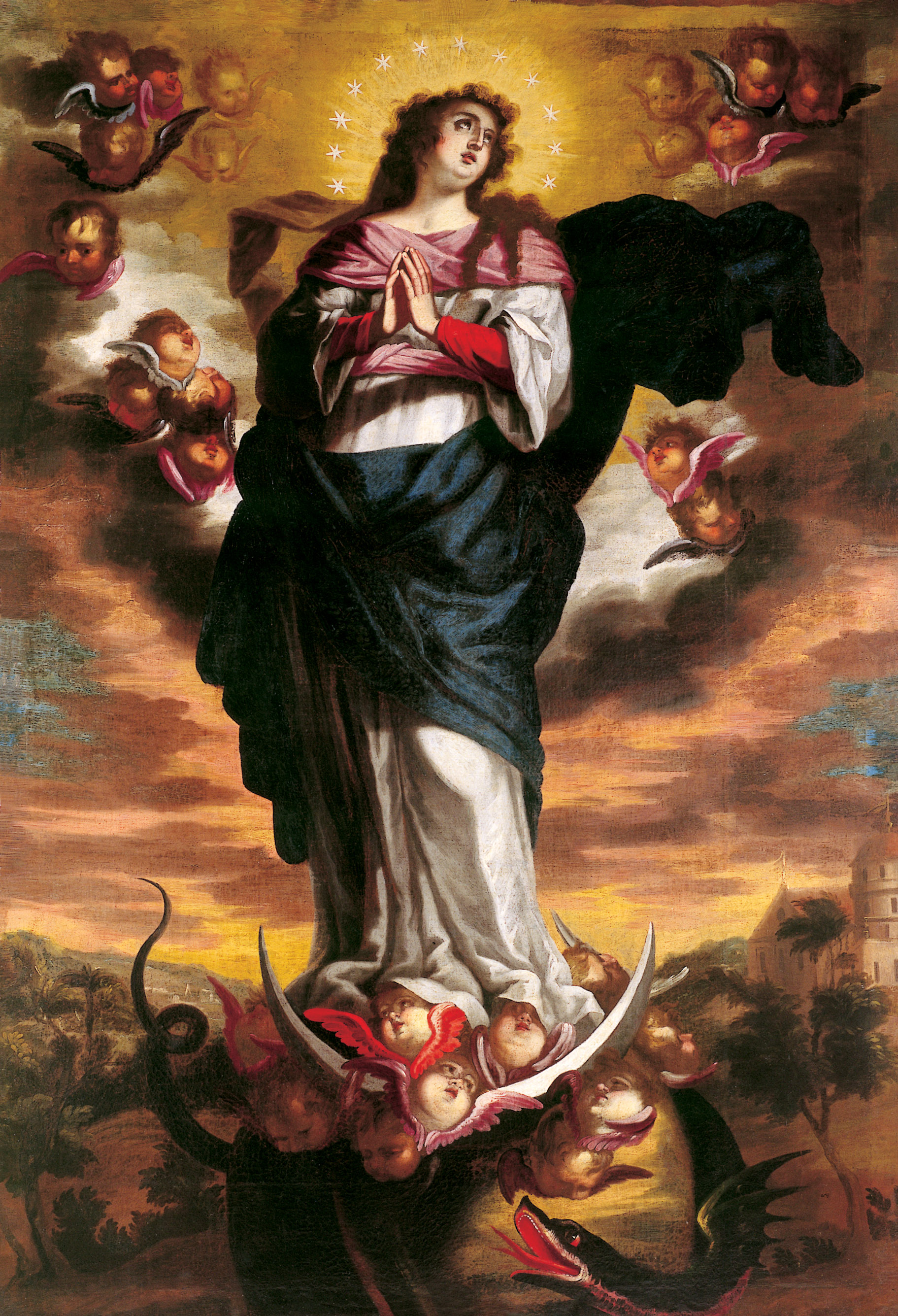
Maria, jako Niewiasta z Ap 12,1n.

Teologia postaci Marii u Ewangelisty Łukasza, według C.P. Ceroke, płynie nie z rozpatrywania historycznych okoliczności, lecz z przekonania o Bożym wybraniu Marii. Jest ona napełniona łaską ((gr.) kecharitomene). Pozdrowienie anioła: raduj się! (gr: chaire!), nie jest zwykłym pozdrowieniem, gdyż Maria zastanawia się nad jego znaczeniem. Jak zauważył C.P. Ceroke, w opinii rosnącej liczby egzegetów Nowego Testamentu – wyraził ją np. Stanislas Lyonnet SI, L. Deiss, G.M. Papini, R. Laurentin – pozdrowienie Marii przez anioła jest subtelnym nawiązaniem do proroctw Starego Testamentu, które zapraszały Izraela do radości z powodu zbawczego działania Boga. Izrael w tych proroctwach występuje jako kobieta, córka Syjonu (por. Jl 2,21-27; Za 9,9-10; So 3,14-17). Prorocy wypowiadają raduj się! (So 3,14 LXX). Pełna łaski Maria z Łukaszowej ewangelii znajduje swój prawzór w Izajaszowej Dziewicy, córce Syjonu (Iz 37,22), uosabiającej lud Izraela oraz w Jeremiaszowej Dziewicy Izrael (Jer 31,4). Zaś zapewnienie anioła skierowane do Marii: Pan z Tobą, ma swe wcześniejsze paralele w następujących Księgach Starego Testamentu: Rdz 26,24; 28,15; 46,4; Wj 3,12; Sdz 6,12.16. Jest to zwrot zapowiadający inaugurację ery mesjańskiej: tak u proroka Sofoniasza: Pan, jest pośród ciebie (3,15b) i trochę dalej Nie bój się, Syjonie! (So 3,16). U Łukasza zaś anioł mówi: Nie lękaj się Mario! (Łk 1,30). Słowa anioła do Marii: znalazłaś łaskę u Boga, odpowiadają zapewnieniu Sofoniasza z 3,15b: Nie będziesz już bała się złego. Dziewicze poczęcie Marii, zacienione chwałą Boga – moc Najwyższego osłoni Cię (Łk 1,35b) – ma swą paralelę w Księdze Wyjścia 40,35. Jest tam mowa o chwale Bożej w namiocie spotkania, mieszczącym Arkę Przymierza: spoczywał na nim obłok i chwała Pana wypełniała przybytek. Grecka Septuaginta używa w Księdze Wyjścia 40,35 tego samego czasownika zacienić ((gr.) episkiadzo), co Łukasz w 1,35b. Maria porównana zostaje przez ewangelistę do Arki Przymierza. Jednocześnie jednak w pieśni Magnificat, ewangelista utożsamia ją z ubogimi Jahwe ((aram.) anawim), jak u Sofoniasza 3,12. Według pieśni Marii, wszystkie pokolenia będą błogosławić (Łk 1,48) jej osobę, jej macierzyńską rolę w powstaniu Nowego Izraela. Jest ona też figurą, typem Kościoła.

## W nauczaniu ojców Kościoła

### Od Soboru nicejskiego do Soboru efeskiego
W okresie stuletnich niemal kontrowersji ariańskich po Soborze nicejskim (325 r.) liczni obrońcy ortodoksji nicejskiej, tzn. Bóstwa Chrystusa – tak wschodni jak zachodni ojcowie Kościoła – rozwijali jednocześnie nauczanie Kościoła dotyczące Marii, jej miejsca i roli w historii zbawienia. Podkreślano zwłaszcza Boże Macierzyństwo oraz pośrednictwo zbawcze. Podejmowano często temat nieustannego dziewictwa nie tylko ante partum (przed zrodzeniem), ale również in partu (w zrodzeniu) i post partum (po zrodzeniu). Akcentowano też szczególną godność Matki Zbawiciela, jej bezgrzeszność i doskonałość moralną. Jednym z ważniejszych teologów na wschodzie był Atanazy Wielki (zm. 373). Używał on tytułu Bogurodzica (Theotokos) ze względu na fakt, że Maria była matką Słowa Wcielonego, Boga-Człowieka.
Ojcowie kapadoccy kontynuowali zasadnicze linie mariologii Atanazego Wielkiego na temat nieustającego dziewictwa oraz tytułu Theotokos. Bazyli Wielki występował przeciwko określaniu Marii jako Anthropotokos (dosł. Człowiekarodzica). Grzegorz z Nazjanzu pisał o jej oczyszczeniu i uświęceniu przy Wcieleniu Słowa, zaś Grzegorz z Nyssy o uświęceniu przy Zwiastowaniu Pańskim oraz o wolności Marii od grzechów. Wiele pisali o Marii Efrem Syryjczyk (zm. 573) oraz Epifaniusz z Salaminy (zm. 403).

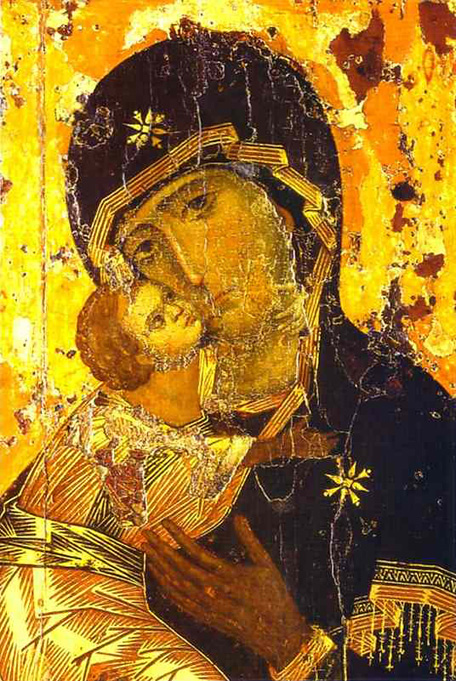
Ikona Matki Bożej Włodzimierskiej (ru Владимирская) (Konstantynopol, XII w.) – gwiazdy na czole i ramieniu oznaczają dziewictwo przed i po porodzie. Trzecia gwiazda, oznaczająca dziewictwo także w trakcie samego porodu, jest ukryta za dziecięciem. Gwiazdy mówią nie tylko o dziewictwie Marii, ale także o „obecności Boga, która przenika jej istnienie”.

Efrem Syryjczyk skupił swą refleksję teologiczną na pośrednictwie zbawczym Matki Odkupiciela. Nazywał on Marię „pośredniczką świata”, czy „pośredniczką wobec Boga”, w której ród ludzki pokłada swą szczęśliwość, „pośredniczką we wszelkiej sprawie”, „narzędziem naszego zbawienia”, „odkupieniem grzechów”, względnie „odpuszczeniem grzechów”, „naszym przebłaganiem”, „życiem całego świata”, „matką wszystkich”, „oblubienicą Bożą, przez którą jesteśmy z Nim pojednani”. Syryjczyk ukazywał Marię jako uczestniczkę Odkupienia i sprawczynię życia, przeciwstawiając ją Ewie – uczestniczce niewierności oraz sprawczyni śmierci. Wielokrotnie pisał o skuteczności i potędze wstawiennictwa Maryi i o rozdawaniu przez nią wszelkich łask i darów Bożych. Rola Matki Zbawiciela była rozumiana przez Efrema jako „opiekunki wszystkich, jedynej nadziei, ucieczki, pociechy i obrony”.
Epifaniusz z Salaminy występował zarówno przeciw tzw. antidikomarianitom, którzy twierdzili, że Maria po zrodzeniu Chrystusa podjęła pożycie małżeńskie z Józefem, jak i przeciw kollyridianom, którzy składali Marii ofiary jako bogini. Obydwie grupy wpisał do swego rejestru herezji. Epifaniusz wyznawał wiarę, że Maria jest „świętą, wieczystą dziewicą” (e agia aeiparthenos). Przeciwstawiał Marię Ewie, podkreślając jej duchowo-nadprzyrodzone macierzyństwo jako Matki Odkupiciela, źródła życia nadprzyrodzonego wobec ludzi. Jako jeden z pierwszych poruszył problem śmierci Marii oraz jej chwały pośmiertnej. Wobec milczenia w tej sprawie Pisma Świętego pozostawił ten problem otwartym. Jeśli Maria umarła, śmierć jej była opromieniona największym blaskiem, a jeśli została zabita, na co zdaje się wskazywać Pismo św. w słowach Symeona: „a duszę Twoją przeniknie miecz” (Łk 2,35) – doznała chwały i wywyższenia wśród męczenników i „święte jej ciało obdarzone zostało pełnią szczęśliwości”.
Przedstawiciel szkoły antiocheńskiej, Jan Chryzostom (zm. 407) – choć sprzyjał powyższemu rozumieniu Wcielenia i Bóstwa Chrystusowego – unikał zarówno tytułu „Theotokos” jak i „Anthropotokos”, ale niedwuznacznie opowiadał się za Bożym Macierzyństwem Marii. Za wyżej wymienionymi doktorami wyrażał też przekonanie o nieustannym, wieczystym dziewictwie Matki Chrystusowej. Przekonanie to podzielali Cyryl z Aleksandrii (zm. 444), Dydym Aleksandryjski i in. Natomiast Bonosus z Illyricum oraz Eunomiusz z Cyzyku wyrażali pogląd, iż Maria po zrodzeniu Chrystusa miała jeszcze inne dzieci. Opinia ta spotkała się z ostrą odprawą i potępieniem, m.in. na synodzie w Tesalonikach (392 r.).

### Orzeczenie Soboru efeskiego

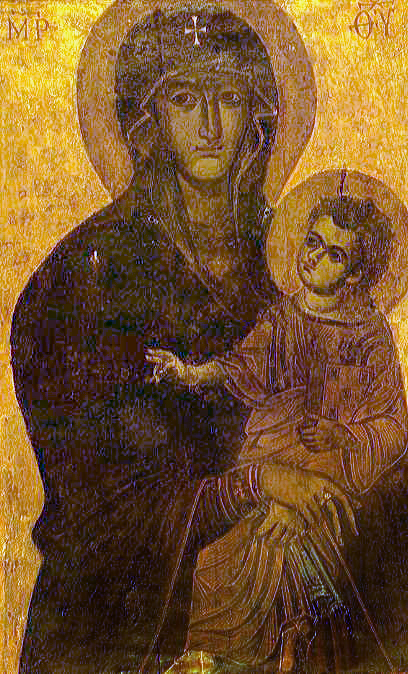
Ikona w rzymskiej bazylice Santa Maria Maggiore upamiętniająca orzeczenie Soboru efeskiego o Bożym macierzyństwie Marii. Dwa złączone palce małego Jezusa są symbolem dwóch zjednoczonych w Nim natur, boskiej i ludzkiej.

Sobór efeski (431 r.) był zwołany by rozwiązać spór chrystologiczny wokół poglądów Nestoriusza, patriarchy Konstantynopola. Zagadnienie jedności natur w osobie Chrystusa było ściśle związane z tytułem Marii jako Bożej Rodzicielki. Nestoriusz odmawiał tego tytułu Marii, nazywając ją Chrystotokos (dosł. Chrystusarodzica), określenie pokrewne do Anthropotokos (dosł. Człowiekarodzica). Zgromadzenie ojców soborowych w dniach 16 i 17 lipca 431 r., na IV i V sesji przedyskutowało projekt listu do papieża Celestyna (zm. rok później w 432 r.) przygotowany przez Cyryla Aleksandryjskiego, w którym Maria nazwana została Theotokos. Treść listu została przyjęta przez zgromadzonych biskupów, otrzymując rangę uroczystego orzeczenia Magisterium Kościoła na temat prawd wiary. Czytamy w nim:

Słowo osobiście narodziło się z Dziewicy, ponieważ przyswoiło sobie naturę własnego ciała. Cierpiała nie natura Słowa, lecz ponieważ Jego własne ciało cierpiało, można powiedzieć, że Słowo cierpiało i umarło za nas. Mówimy o jednym Chrystusie i Zbawicielu, nie dlatego, że uwielbiamy człowieka razem ze Słowem, lecz uwielbiamy wyłącznie jednego i tego samego Chrystusa. Odrzucenie zjednoczenia na zasadzie hipostazy, to powrót do mówienia o dwóch synach. Pismo Święte nie mówi, że połączyło się z prosopon (osobą) człowieka, lecz że stało się ciałem. Także Ojcowie nazywają Maryję, Bogarodzicą (Theotokos).

Sformułowane prawdy dogmatyczne o roli Marii w tajemnicy Wcielenia jako Bogurodzicy zostały potwierdzone dwadzieścia lat później przez Sobór chalcedoński (451 r.):

Odnośnie do tego, co zostało stwierdzone przeciw Nestoriuszowi przez pierwszy Sobór efeski, któremu przewodniczył Cyryl, świętej pamięci... Zachowujemy zarządzenia i wszystkie formuły wiary świętego Synodu, który miał miejsce w Efezie, pod autorytetem świętej pamięci Celestyna z Rzymu i Cyryla z Aleksandrii.

Dla uczczenia orzeczenia Soboru efeskiego nt. Marii jako Bożej Rodzicielki, w Rzymie została zbudowana Bazylika Matki Bożej Większej – Santa Maria Maggiore, będąca jedną z czterech bazylik papieskich. Umieszczono w niej ikonę Marii z dzieciątkiem Jezus, tzw. Matki Bożej Śnieżnej, która posłużyła za wzór wielu obrazom maryjnym w sanktuariach na całym świecie, np. Matki Bożej Podkamieńskiej, Latyczowskiej, Berdyczowskiej, Agłońskiej a także, choć ze zmianami, MB Trybunalskiej i in.

## Tytuły
Wszystkie formy imienia, którymi nazywana jest Maria z Nazaretu, są odmianami imienia Maria. Obok imienia własnego, nadaje się jej także inne tytuły, związane z rozumieniem jej miejsca w wierze Kościoła. W katolicyzmie, są to Matka Boża czy Bogurodzica, Najświętsza Maryja Panna a także Madonna i Dziewica.
Pobożność katolicka przypisuje Marii także inne tytuły, jak: Orędowniczka, Królowa niebios. Niektóre z nich wiążą się z udziałem w dziele zbawienia: Matka Pięknej Miłości, Matka Boża Bolesna, Matka Boska Królowa Apostołów, Matka Kościoła.

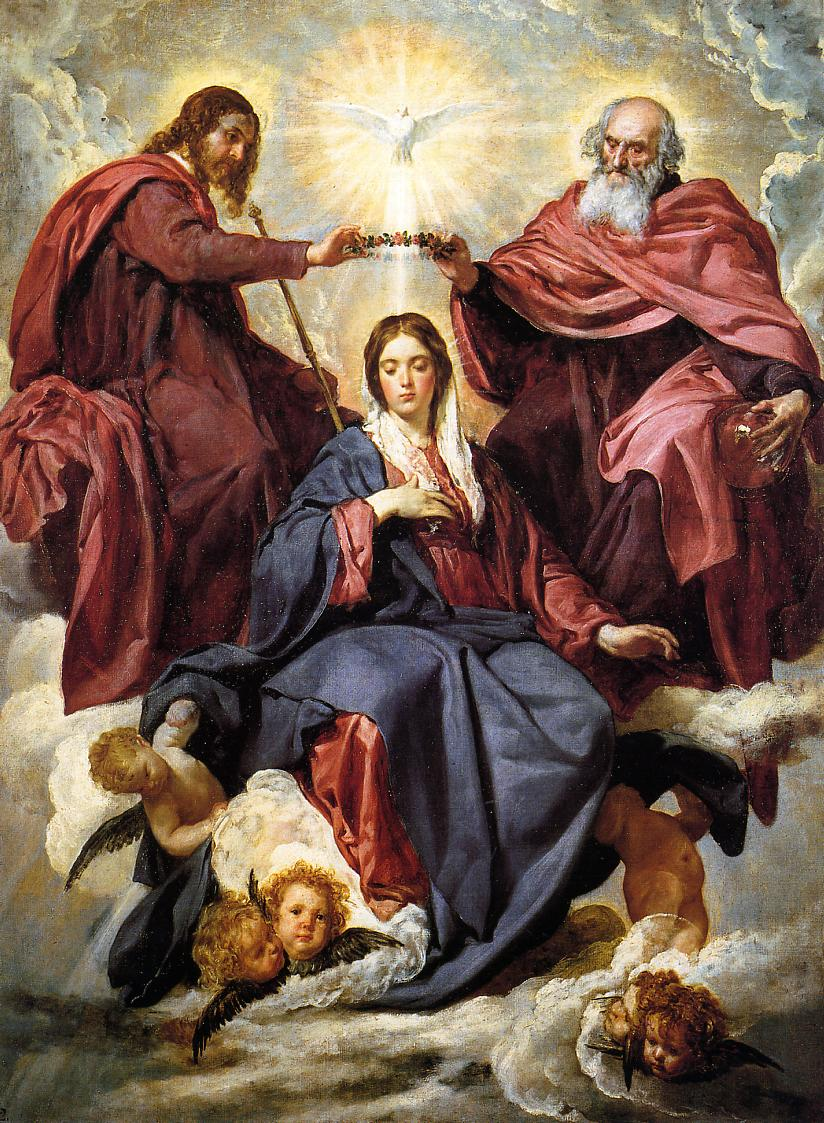
Diego Velázquez – Koronacja Marii. Artysta zamiast złotej korony, przedstawił wieniec róż. Róże symbolizują królewską godność Marii i jej czystość, a kolce odnosi się do boleści Marii.

Ponadto wiele tytułów wiąże się z patronatem Marii nad okresami prac związanych z gospodarką zbieracką i rolną (Matka Boża Jagodna, Matka Boża Zielna, Matka Boska Siewna), krajami (Matka Boża Królowa Polski), z formami kultu (Matka Boża Różańcowa, Matka Boża Szkaplerzna, Matka Boża Gromniczna), z objawieniami i wizerunkami (Matka Boża Częstochowska, Matka Boża Ostrobramska, Matka Boża Kalwaryjska, Matka Boża Wysocicka, Matka Boża Fatimska, Matka Boża z Lourdes).
W Prawosławiu, oprócz Bogurodzicy nazywa się ją także Wieczną Dziewicą (ros.) Приснодева Мариа/Przeczystą Dziewicą, Oblubienicą niepoślubioną (ros.) Невеста неневестная, a także (gr.) panhagia, czyli w całości święta.

### Bogurodzica
Jednym z najważniejszych tytułów Marii jest Matka Boża znany również pod nazwami Boża Rodzicielka i Bogurodzica (gr. Θεοτόκος, Theotokos). Tytuł ten jest związany z dogmatem, ogłoszonym na soborze efeskim (431), który zakończył spór dotyczący natury Chrystusa i w konsekwencji prawa Marii do nazywania ją Matką Boga. Było to odrzucenie poglądów nestorianizmu – tzw. doktryny o dwóch synach w Jezusie Chrystusie, według której Marii przysługiwał tytuł jedynie Matki Chrystusa. Chrystus-człowiek był synem Marii, natomiast Chrystus Bóg-Syn Boży, Druga Osoba Boska, jest synem jedynie Boga Ojca, który rodzi go odwiecznie, przed utworzeniem świata. Sobór stwierdził, że jest tylko jedna osoba Jezusa Chrystusa i jeden syn, Bóg człowiek, rodzony odwiecznie przez Boga Ojca, a w czasie przez Marię Dziewicę. Maria nie zrodziła więc bóstwa Chrystusa. Mówienie takie byłoby pozbawione jakiegokolwiek sensu, gdyż Bóg jest transcendentny, poza przestrzenią i czasem i nie jest zależny od żadnego stworzenia. Maria wydała na świat osobę Syna Bożego, którym jest Słowo Wcielone (por. J 1,1.14), w tym sensie jest Bogurodzicą – Matką Boga.

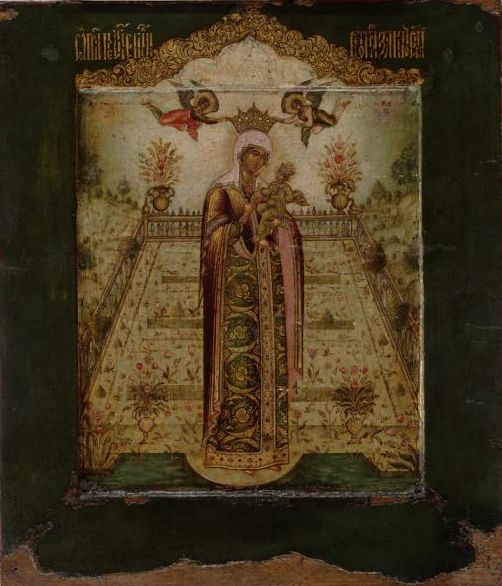
Ikona Bogurodzicy przedstawionej jako dziewicza oblubienica, ogród zamknięty, z biblijnej Księgi Pieśń nad pieśniami, (por. PnP 4,12).

### Dziewica
Drugim oficjalnym tytułem Marii jest Najświętsza Maryja Panna. Używany jest przede wszystkim w Kościele katolickim, ale również i innych, m.in. prawosławnym i mariawickim. W Tradycji Kościoła Maria pozostała przez całe życie dziewicą, także po poczęciu i urodzeniu Jezusa. Opinii tej sprzeciwił się w IV wieku m.in. Jowinian. Jego nauczanie spotkało się z jednoznaczną ostrą reakcją Magisterium Kościoła. Uznano poglądy Jowiniana za herezję, m.in.: Papież Syrycjusz w liście Adversus Jovinianum, Ambroży, biskup Mediolanu, Augustyn z Hippony oraz Hieronim. Ich naukę potwierdził Synod Laterański z 649 roku. Tomasz z Akwinu w swej Sumie Teologii streścił nauczanie tradycji Kościoła na ten temat. Pokazał on, że dziewictwo Marii ma znaczenie dla wiary Kościoła dotyczącej tajemnicy Wcielenia, nie jest jedynie jej prywatną sprawą. Akwinata nauczał, że twierdzenie, iż Maria miała inne dzieci z Józefem, odbierałoby Chrystusowi doskonałość: ponieważ był według natury boskiej „Jedynym Synem Ojca, jako Syn doskonały na wieki” (Hbr 7,28), przystało też, by był jedynym synem Marii. Dziewictwo Maryi miało także znaczenie w odniesieniu do jej dziewiczej relacji z Duchem Świętym, za sprawą którego poczęła Jezusa. Złamanie tego dziewictwa byłoby poniżeniem dzieła Bożego w Marii.

## Kult Marii

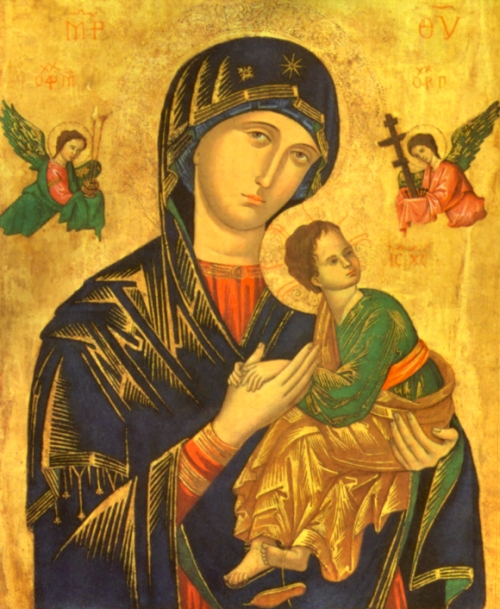
Obraz Najświętszej Maryi Panny Nieustającej Pomocy. S. Lazzaro, XV wiek.

### Świętość
Maria była od początku w tradycji chrześcijańskiej uznawana za osobę o szczególnej świętości. Przekonanie to miało odbicie w życiu liturgicznym Kościoła. W drugim tysiącleciu chrześcijaństwo Wschodu i Zachodu wypracowało specyficzny dla siebie język. Chrześcijanie zachodni kontynuowali tradycję, wyrażoną m.in. przez Augustyna z Hippony, który podkreślał, że wszyscy ludzie są grzesznikami, jednak wyłączał z tego Marię, pisał on:

Wyłączam z tych rozważań Najświętszą Dziewicę Maryję, wobec której – gdy mowa o grzechach – ze względu na cześć [należną] Panu nie chcę podejmować absolutnie żadnej dyskusji. Skąd bowiem możemy wiedzieć, jak ogromna łaska dla zwyciężenia (ad vincendum) wszystkiego, co dotyczy grzechu, została udzielona tej, która zasłużyła, by począć i porodzić Tego, o którym stwierdzono, że nie ma żadnego grzechu?

Tomasz z Akwinu kontynuował linię Augustyna, twierdząc, że świętość człowieczeństwa Marii była w najdoskonalszy sposób upodobniona do świętości człowieczeństwa Chrystusa. Różniło ją jedynie to, że była poczęta w grzechu.
Odmiennie podszedł do zagadnienia świętości Marii franciszkanin Jan Duns Szkot (zm. 1308), który w Opus Oxoniense (Dzieło Oksfordzkie) stwierdził, że do doskonałości i chwały odkupienia dokonanego przez Jezusa Chrystusa należało to, że Maria od początku swego życia, także w poczęciu, była całkowicie zachowana od grzechu. Był to przełom w refleksji wybitnych teologów, który dał początek franciszkańskiej tradycji, która ostatecznie zwyciężyła w katolicyzmie, przybierając postać dogmatu o niepokalanym poczęciu Marii Panny. Ogłosił go papież Pius IX w 1854 r.
Prawosławni w drugim tysiącleciu kontynuowali szczególną cześć dla Bogarodzicy, jaką mieli ojcowie wschodni. Św. Mikołaj Kabasilas (XIV w.), opisując scenę zwiastowania nazwał Marię Nieskalaną:

Zwiastowanie było nie tylko dziełem Ojca, Jego Syna i Jego Ducha, ale także dziełem woli i wiary Świętej Dziewicy. Bez zgody Nieskalanej, bez uczestnictwa Jej wiary, zamiar ten byłby tak samo nie do zrealizowania, jak i bez udziału Trzech Boskich Osób. To dopiero po Jej przygotowaniu i pouczeniu zwrócił się do Niej.

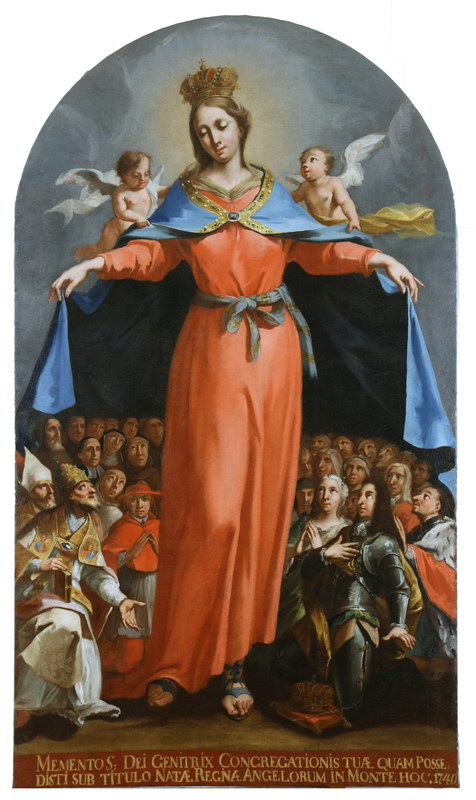
Valentin Metzinger – Wspomożycielka Wiernych.

Według H. Paprockiego, była to synteza poglądów prawosławia, gdyż teologia prawosławna nazywa Marię „najczystszą”, co znaczy wolna od wszelkich grzechów osobistych i osiąga czystość ontologiczną. Nazywa ją „czcigodniejszą od cherubinów”, ze względu na jej wybranie przez Boga. Stało się to ze względu na jej rolę jako Theotokos i bycie figurą Kościoła. Jest to ukazane w ikonach umieszczanych w absydach świątyń. Świętość Marii podkreśla szczególnie hymn do Bogarodzicy znajdujący się w Liturgii św. Jana Złotoustego, śpiewany w święta ku czci Chrystusa i Marii:
Prawdziwie godne to i sprawiedliwe

wysławiać Ciebie, Bogurodzico,

zawsze chwalebną i nieskalaną

i Matkę naszego Boga.

Czcigodniejszą od Cherubinów

i nieporównanie sławniejszą od Serafinów,

któraś w dziewictwie Boga Słowo zrodziła,

Ciebie, prawdziwie Bogurodzicę, uwielbiamy
Protestantyzm zanegował miejsce, jakie Maria i święci mają w liturgii tak katolickiej, jak prawosławnej. Jednak większość protestantów, w ślad za pierwszymi reformatorami, przejawia cześć i szacunek wobec jej osoby. Ojcowie reformacji, mimo zmiany w życiu duchowym wyznań i wspólnot chrześcijańskich, którym dali początek, w dalszym ciągu żywili szacunek wobec Marii. Marcin Luter pisał o niej: „najwyższa z niewiast”, której „nigdy nie możemy czcić w wystarczający sposób”, „szacunek dla Marii jest wypisany w głębinach ludzkiego serca”, powinniśmy „pragnąć, by każdy znał i szanował ją”. Jan Kalwin powiedział, że „nie można zaprzeczyć, że Bóg, poprzez fakt wybrania i przeznaczenia Marii na matkę Syna Bożego, obdarzył ją najwyższą godnością”. Zwingli powiedział: „Cenię niezmiernie Matkę Bożą” oraz „Im bardziej szacunek i miłość do Jezusa wzrasta, tym bardziej szacunek i cześć dana Marii powinna wzrastać”.

### Krytyka kultu Marii
Szkocki teolog protestancki Alexander Hislop wydał w 1853 pamflet Dwa Babilony, który został następnie rozszerzony w 1858 r. i ostatecznie opublikowany w wersji książkowej w 1919 – krytykujący katolicki i prawosławny kult Marii. Według tego autora czczenie Marii jako matki przez wiernych chrześcijan ma cechy pogańskiego kultu Bogini matki z dzieckiem, występującego w starożytnym Babilonie. Odmianą tego samego kultu w starożytnym Egipcie miała być cześć oddawana Izydzie i jej synowi Horusowi.

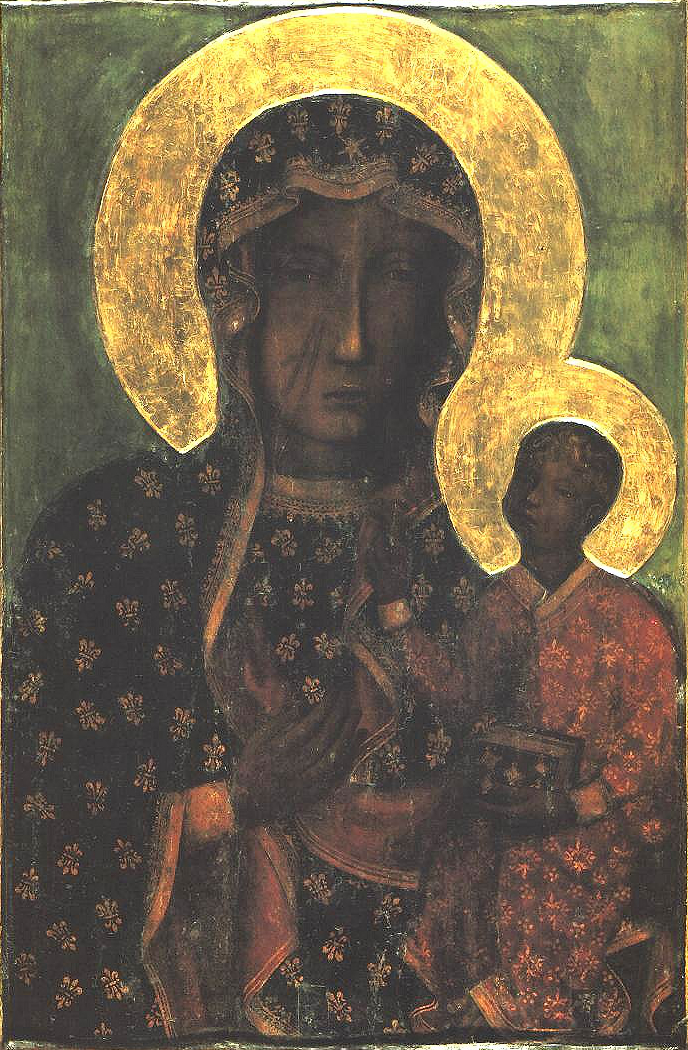
Matka Boska Częstochowska, XV w. Przykład wizerunku Marii i Jezusa w typie Hodegetria.

Szwajcarski teolog reformowany Karl Barth krytykował mariologię oraz kult maryjny jako „chory produkt myśli teologicznej”. Jego zdaniem mariologia katolicka jest sprzeczna zarówno z Pismem Świętym, jak i nauką wczesnego Kościoła, i prowadzi do zafałszowania prawdy chrześcijańskiej. Przyznaje, że Bóg działa również w ludziach i za pośrednictwem ludzi, jednak tak, że zawsze to on pozostaje Panem i tylko jemu należy się chwała. Jednocześnie odradza stosowanie w polemice z kultem maryjnym argumentów doszukujących się pogańskich źródeł kultu, uważając, że tego typu podobieństwa nie mogą stanowić podstaw rozstrzygnięć dogmatycznych. Barth zauważa, że objawienie działając w pogańskim świecie z konieczności posługuje się słownictwem i kategoriami myślowymi zaczerpniętymi z tego świata.
Niektóre kościoły protestanckie używają tu pejoratywnego terminu mariolatria i mariodulia, które sugerują kult bałwochwalczy u katolików.

## Ikonografia maryjna

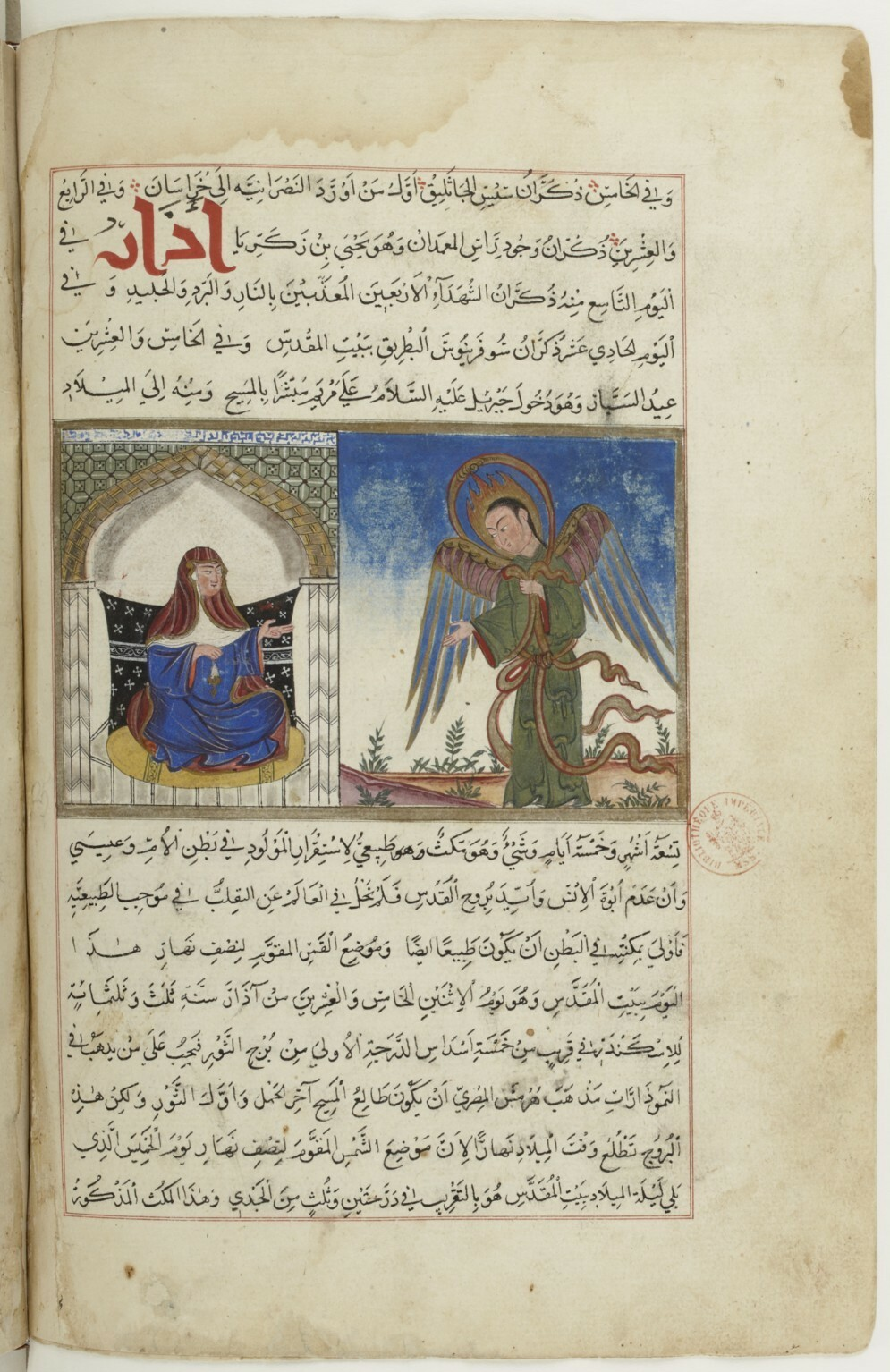
Zwiastowanie Marii według islamskiej miniatury.

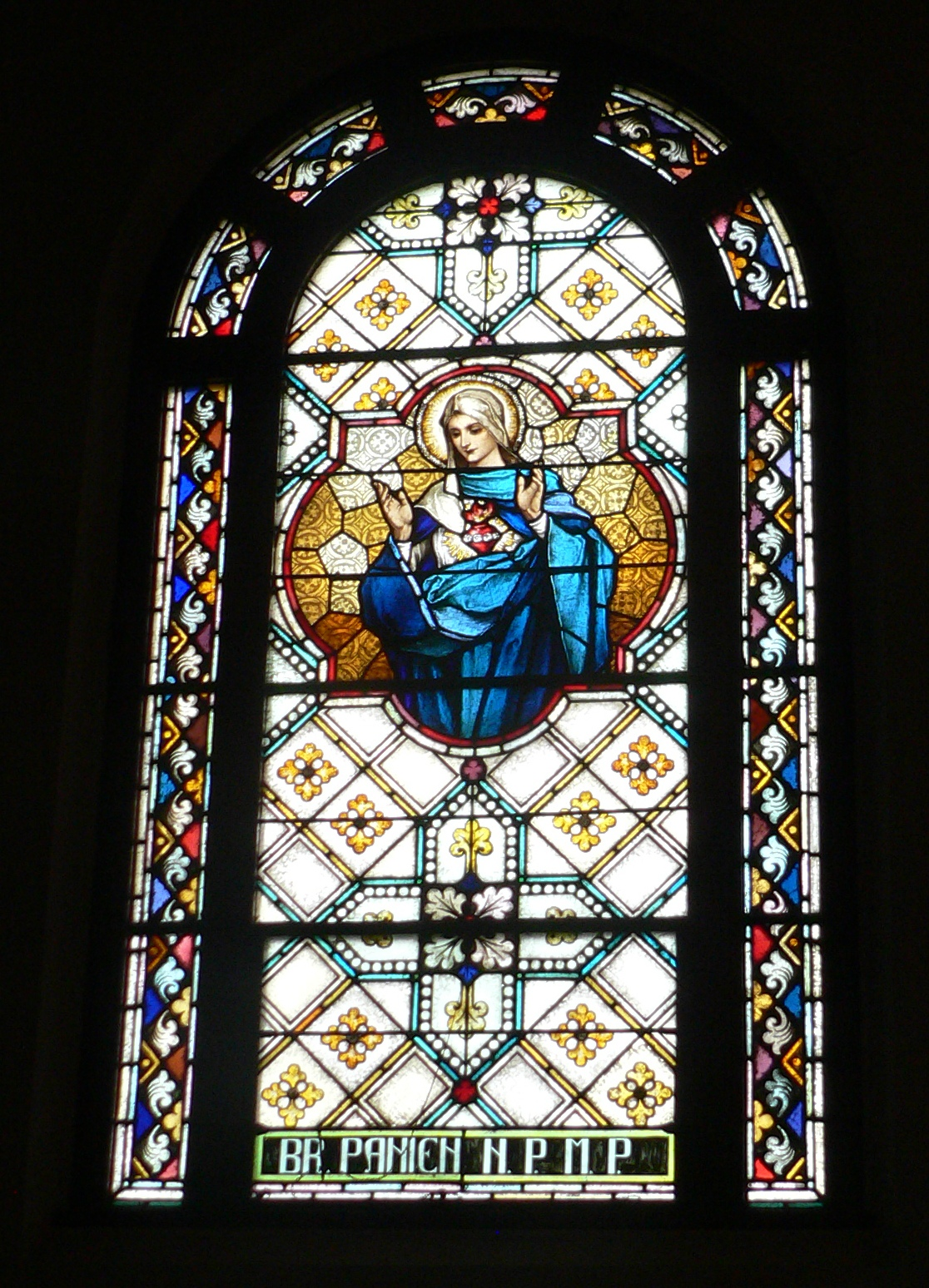
Maria pod swoimi licznymi wezwaniami jest także często przedstawiana na witrażach. Zwłaszcza z tytułami i atrybutami znanymi możliwie szeroko w Kościele. Przykładem może być wizerunek Niepokalanego Serca Marii przedstawiony na amerykańskim witrażu z kościoła pw. Niepokalanego Poczęcia NMP w mieście Omaha w stanie Nebraska ufundowany przez polonijne Bractwo Panien Niepokalanego Poczęcia Marii Panny.

Maria jest jednym z głównych tematów ikonografii chrześcijańskiej. Po Jezusie Chrystusie jest najczęściej przedstawianą postacią. Na przestrzeni wieków ukształtowały się rozmaite maryjne typy ikonograficzne, których główną inspiracją jest Biblia, ale także apokryfy i legendy. Znajdują w nich odbicie także różne prawdy wiary chrześcijańskiej, jak dogmat o Wcieleniu, oraz prądy duchowe, religijne i artystyczne. Wiele wizerunków Marii posiada cechy charakterystyczne dla danego okresu, kręgu kulturowego, wyznania itd.
Wybrane przykłady:
- Święta Rodzina – Maria z Dzieciątkiem na ręku, niekiedy obok niej stoi św. Józef
- Rodzina Marii – przedstawienie, w którym pojawia się Święta Rodzina oraz postaci spokrewnione z Marią
- Maria w połogu (Maria in puerperio) – leżąca na łożu Maria opiekuje się Dzieciątkiem
- Maria karmiąca (Maria lactans) – Maria karmiąca swą piersią Dzieciątko
- Orantka – kobieta modląca się z podniesionymi rękami (częsty motyw ikon wschodnich)
- Sacra Conversazione – Matka Boża tronująca z Dzieciątkiem, otoczona stojącymi postaciami świętych
- Pietà – opłakująca Jezusa, trzymając na kolanach jego ciało po śmierci na krzyżu
- Hodegetria – ujęcie popiersia Marii, trzymającej na rękach małego Jezusa, częsty motyw w ikonach
- Eleusa – formalnie podobne do przedstawienia Hodegetrii, lecz Maria policzkiem przytula się do policzka Jezusa
- Immaculata – Niepokalane Poczęcie Najświętszej Marii Panny. Motyw ikonograficzny utożsamiający postać Marii z Niewiastą z Apokalipsy św. Jana
- Niepokalane Serce Marii – nawiązujący do Niepokalanego Poczęcia Marii i Najświętszego Serca Jezusa wizerunek Maryi z otwartym sercem. To znaczy: serce Marii przedstawione jest na tle jej sukni, zwykle z jedną ręką wskazującą na nie, a drugą uniesioną w geście błogosławieństwa. Niekiedy do Marii odnosi się samo płonące serce, w odróżnieniu od Serca Jezusa, otoczone wianuszkiem kwiatów (lilie, róże i inne), czasami z przeszywającym je mieczem i innymi atrybutami Męki Pańskiej.
- Blacherniotissa – nazwa pochodzi od miejsca, gdzie znaleziono tego typu przedstawienie, ukazuje Matkę Bożą z Emmanuelem w medalionie, który Maria ma na piersi, bądź jest przez nią trzymany
- Nikopoia – ukazanie Matki Bożej zwycięskiej, częsty motyw w ikonach i figurkach drewnianych małego rozmiaru
- Mater Misericordiae – typ ikonograficzny, wykształcony w XIII wieku i propagowany przez zakony cystersów i dominikanów, Maria stojąca z rozwartymi ramionami, odziana w szeroki płaszcz, pod którym chronią się małe ludzkie postaci (zazwyczaj są to fundatorzy dzieła)
- Madonna na półksiężycu – motyw nawiązuje do fragmentu Apokalipsy św. Jana
- Madonna szafkowa – spotykana w plastyce późnego średniowiecza
- Madonna na lwach – drobna rzeźba, popularna w XV wieku
- Maria w wieńcu różanym – wizerunek Madonny jest otoczony niewielkimi owalnymi obrazami, przedstawiającymi pasję
- Piękna Madonna – typ rzeźby Madonny popularny na przełomie XIV i XV wieku (gotyk międzynarodowy)
- Matka Boża Bolesna, Mater dolorosa (łac.) z siedmioma mieczami (symbolem siedmiu boleści), podtrzymując w ramionach martwego Jezusa Chrystusa lub pod krzyżem w towarzystwie św. Jana i św. Magdaleny[83]

## Maria w protestantyzmie
Zasadniczo wszystkie odłamy protestantyzmu uznają Marię Pannę za godny szacunku wzór wiary i oddania Bogu, lecz całkowicie odrzucają kult maryjny. Tylko luteranizm wyróżnia się większym akcentowaniem roli Marii Panny i zachowuje nieliczne elementy kultu maryjnego.

## Maria u Świadków Jehowy
Świadkowie Jehowy wierzą, że kiedy został poczęty Jezus, Maria była dziewicą – aż do rozwiązania. Następnie miała przynajmniej kilkoro dzieci z Józefem (Mt 1:20–25; 13:53–56). Marię uznają za matkę Syna Bożego  – Jezusa, a nie za „Matkę Boga”. Uważają, że należała do grona pierwszych uczniów Jezusa, na których został wylany Duch Święty w dniu Pięćdziesiątnicy 33 r. n.e. i należy do grona 144 000 wybranych do niebiańskich władz Królestwa Bożego. Odrzucają natomiast wszelki kult maryjny jako niebiblijny. Uważają, że jest godna głębokiego szacunku i zasługuje na naśladowanie.

## Maria w islamie
W islamie Maria otaczana jest wielką czcią jako jedna z czterech wzorcowych kobiet. Według Koranu Maria była dobra, prawa i posłuszna Bogu (Allahowi). Podobnie jak Biblia, Koran uznaje, że Maria urodziła Jezusa, będąc dziewicą.